# Pulham Market
Pulham Market is een civil parish in het bestuurlijke gebied South Norfolk, in het Engelse graafschap Norfolk met 977 inwoners.